# Järfälla hembygdsförening
Järfälla hembygdsförening är en hembygdsförening i Järfälla kommun som bildades 1974. Järfälla hembygdsförening arbetar för att vårda kulturarvet, landskapet, bebyggelsen och traditionerna och för att värna om en god miljö. Vidare vill föreningen öka kunskapen om kommunen och bidra till samhörighet och hemkänsla. Föreningen ska också aktivt följa och påverka kommunens utveckling. Järfälla hembygdsförening är ansluten till Sveriges hembygdsförbund.

## Verksamhet
I Järfällas olika kommundelar arrangerar föreningen kulturvandringar, cykelturer, bussturer, fagning av Snåltäppan samt vid olika möten, även föredrag och bildvisningar, berättarkaféer, årsmöten och Görvälndagen på nationaldagen. Föreningen arrangerar även besök i museer, arkiv och i andra miljöer.
Kunskap om Järfällas hembygd sker på många sätt. Minst ett arrangemang anordnas varje månad under året, utom i juli. Ett program som arrangeras varje år är Görvälndagen, det arrangemanget är även det äldsta. Sedan 2004 sammanfaller Görvälndagen med nationaldagen den 6 juni.
Verksamheten i föreningen sker i nära samarbete med andra organisationer, såsom till exempel Naturskyddsföreningen. Samarbete sker också med Järfälla kommun, till exempel med Järfälla Kultur och med kommunens bildarkiv samt med Park och Natur. I Järfälla kommuns bildarkiv beskrivs Järfällas utveckling i bilder med beskrivande texter. Genom åren har många av bilderna tagits av fotografer som är verksamma i kommunen. Även bildmaterial från privatpersoner finns med och dessa har bidragit med att komplettera bildsamlingen. Det var i slutet av 1960-talet som Lars Gustafsson j:r började ordna arkivet. Det var han som grundade arkivet, eftersom han samlade in ett stort bildmaterial i samband med sitt arbete med Järfällaboken 1957. Starten av bildarkivet grundades med detta material.

## Historia
Det var söndagen den 10 mars 1974 som Järfälla hembygdsförening bildades i Barkarby tingshus i Järfälla. Själva Barkarby tingshus hade en gammal historia bakom sig, det hade använts som tingshus för Sollentuna härad från slutet av 1600-talet fram till 1906. Efter 1906 förlades tingshusverksamheten till Rotebro i Sollentuna kommun, men ursprungligen hade Sollentuna härads tingsplats legat vid tingsstenarna i Granby i Spånga socken. Granby ligger ungefär 3,5 km öster om nuvarande Barkarby tingshus. Bildandet av hembygdsföreningen hade föregåtts av en del förarbeten under hösten 1973. Den förste ordföranden i föreningen var Bengt Dahlström, försäkringstjänsteman från Jakobsberg. Lars Gustafsson j:r, filosofie licentiat och tidigare universitetslektor från Barkarby blev den förste vice ordföranden i hembygdsföreningen. Gustafsson var aktiv som socialdemokratisk politiker i Järfälla under åren 1955-1985. Det var också Lars Gustafsson j:r som under många ägnat sig åt författandet av Järfällas egen hembygdsbok, Järfällaboken, en omfattande bok på nära 850 sidor, som kom ut 1957. Han var också medförfattare till de efterföljande Järfällaböckerna, Järfällaboken II, band 1 och 2, som kom ut 1986, på vardera 372 sidor och 1.049 sidor. Järfällaboken II är utgiven av Järfälla kommun och några av de andra medförfattarna var Bengt Dahlström, Bertil Carlson och Stefan Nordin. 
När föreningen startade hade föreningen 44 medlemmar och 40 år senare hade föreningen cirka 1.100 medlemmar (2010). Föreningen har cirka 800 huvudmedlemmar och de övriga är familjemedlemmar och organisationer eller skolor med flera.
År 1973 när föreningen startade var medlemsavgiften 15 kronor per år. Sedan dess har avgiften höjts åtta gånger. Från och med år 2016 är avgiften 120 kronor för enskild medlem och för ytterligare familjemedlem 50 kronor. Avgiften för föreningar, institutioner och företag är 200 kronor. 

## Hembygdsbladet
Järfälla hembygdsförening delar ut Järfälla hembygdsblad till alla sina medlemmar med fyra nummer per år. Hembygdsbladet började att ges ut 1976. I bladet finns artiklar om Järfällas historia från förr och nu och om föreningens aktiviteter, om nyligen genomförda program, olika slags rapporter samt information om kommande program. Innehållet i hembygdsbladet planeras av en redaktionskommitté. Från intresserade kommer också många bra tips och artikeluppslag. För Järfälla hembygdsblad finns en distributionsansvarig och en redaktionskommitté med fem personer, varav en redaktör och ansvarig utgivare, en ansvarig för bildarkivet, två övriga i redaktionskommittén samt en ansvarig för layouten. Sedan ett tjugotal år tillbaka trycks bladet med modern teknologi och datorstyrda metoder i Jakobsbergs tryckeri AB på Smedvägen 1 i Kallhäll.
De olika ämnesområdena som det finns artiklar om i Järfälla hembygdsblad kan vara om fornlämningar, föreningsliv, gårdar och torp, artiklar som inte handlar om Järfälla, kommunal och statlig verksamhet, kommunikationer, kyrkor, natur, näringsliv, personer, rapporter och notiser (endast i artikelregistret) och samhällen. 
På biblioteken i Barkarby, Jakobsberg, Kallhäll och Viksjö finns gamla nummer av Järfälla hembygdsblad att läsa. Samtliga nummer av Järfälla hembygdsblad från 1977 och fram till idag finns att läsa på dessa bibliotek. Föreningen har sammanställt ett register över samtliga artiklar och bilder som publicerats i hembygdsbladet för att underlätta sökandet efter en viss artikel eller bild. Registret är uppdelat i ett artikelregister och ett bildregister. Om man till exempel vill veta om det finns några artiklar om Bolinders i Kallhäll, så går man in under ämnesområdet "Näringsliv". Då kan man se att det finns tre artiklar om Bolinders. Här kan man se vem som har skrivit respektive artikel och i vilket nummer av tidningen man kan hitta den.

## Gamla Järfällakartor
I Järfälla kommuns bildarkiv hittar man gamla kartor över Järfälla. Via bilddatabasen finns det några få kartor som är digitaliserade. I dagsläget finns det inte några planer på att digitalisera hela kartarkivet. Gamla kartor över Järfälla finns även hos Lantmäteriets huvudkontor i Gävle (tidigare hette det Lantmäteriverket). Historiskt intressanta platser, fornminnen, ett par kartor från 1800-tal och tidigt 1900-tal kan man hitta på Järfälla kommuns hemsida. På Järfälla kommuns hemsida kan man också hitta flygfoto över kommunen, fritidskarta och en aktuell karta över Järfälla.

## Hemsida
Aktuell information om genomförda och kommande program i Järfälla hembygdsförening ger föreningen sedan 2002 på sin hemsida. Denna kompletterar de övriga medier som finns.

## Föreningens museer
Järfälla hembygdsförening är museiansvariga för två museer. Dessa är Järfälla hembygdsmuseum och Görvälns gårdsmuseum. Järfälla hembygdsmuseum är sedan 2011 inhyst i Jakobsbergs bibliotek i Järfälla och Görvälns gårdsmuseum finns i vagnslidret vid Görvälns slott. Dessa två museer samverkar med tre andra museer i Järfälla och de har andra huvudmän. Det tidigare skolmuseet i Barkarbyskolan är stängt just nu. De andra museerna är Bolindermuseet i Kallhäll och Koffsanmuseet, som sedan 1994 är inhyst på Jakobsbergs bibliotek i Järfälla. Carl von Linné (1707-1778) är huvudpersonen för Koffsanmuseet, där fynd från 1700-talet från de arkeologiska utgrävningarna 1993 av den gamla sjökrogen på ön Koffsan i Mälaren visas. Bolindermuseet är inrymt i Folkets hus i Kallhäll och har föremål från Bolinders gamla fabrik och verkstad. Museet drivs av Föreningen Bolindermuseet. Museet hålls öppet samma tider som Kallhälls bibliotek. Bolinders verkstäder ansåg 1906 att lokalerna på Kungsholmen hade blivit för små. Då köpte man Kallhälls gård i Järfälla kommun eftersom Kallhäll ansågs ha bra kommunikationer. Kallhäll låg vid järnvägen mot Västerås. För att komma in till Stockholm kunde man också använda sjövägen via Mälaren.

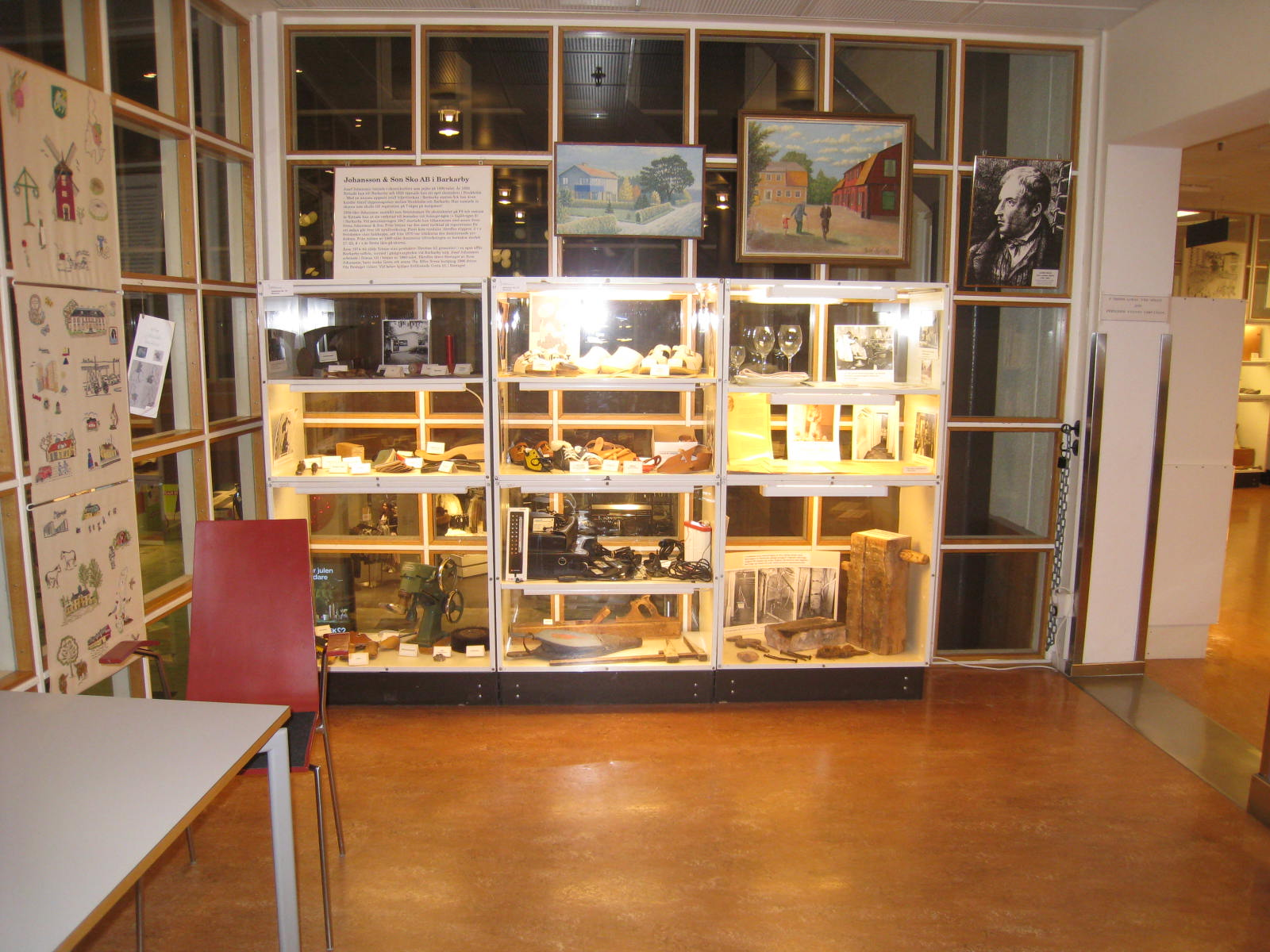
Järfälla hembygdsmuseum med föremål från Järfälla hembygdsförening.
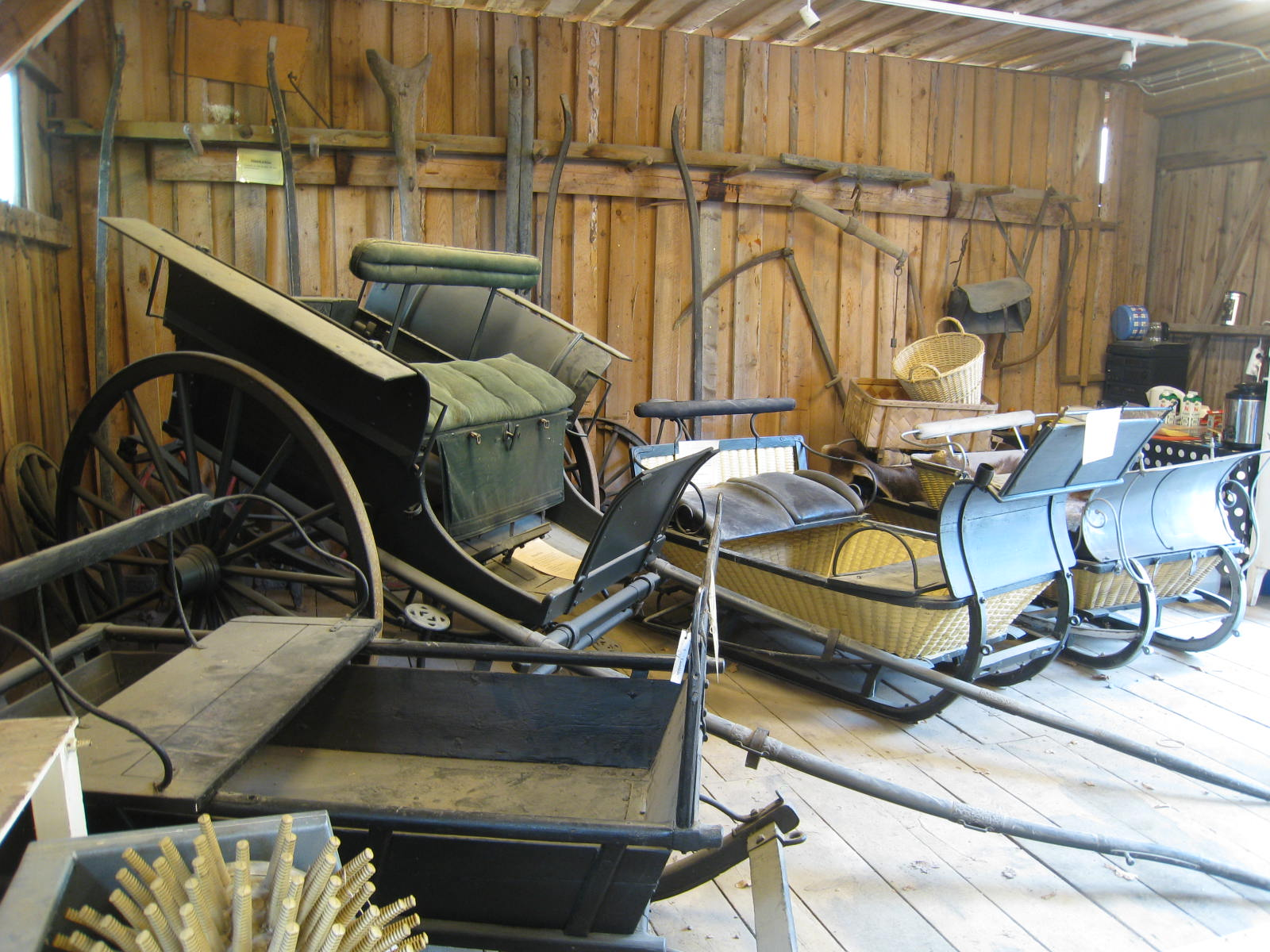
Görvälns gårdsmuseum med  vagnar och slädar.
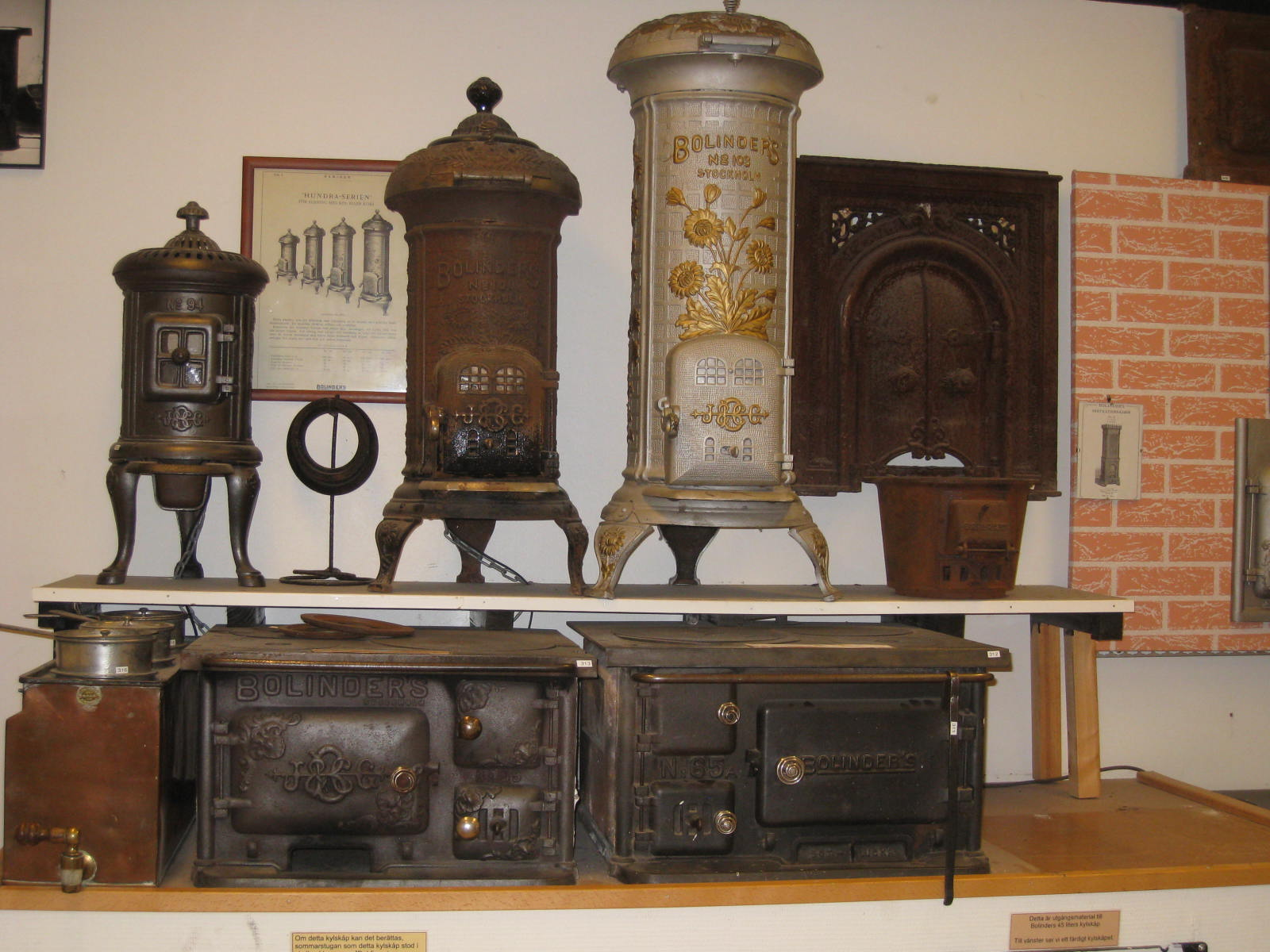
Bolindermuseet med spisar och kaminer i Bolinders "Hundraserie".
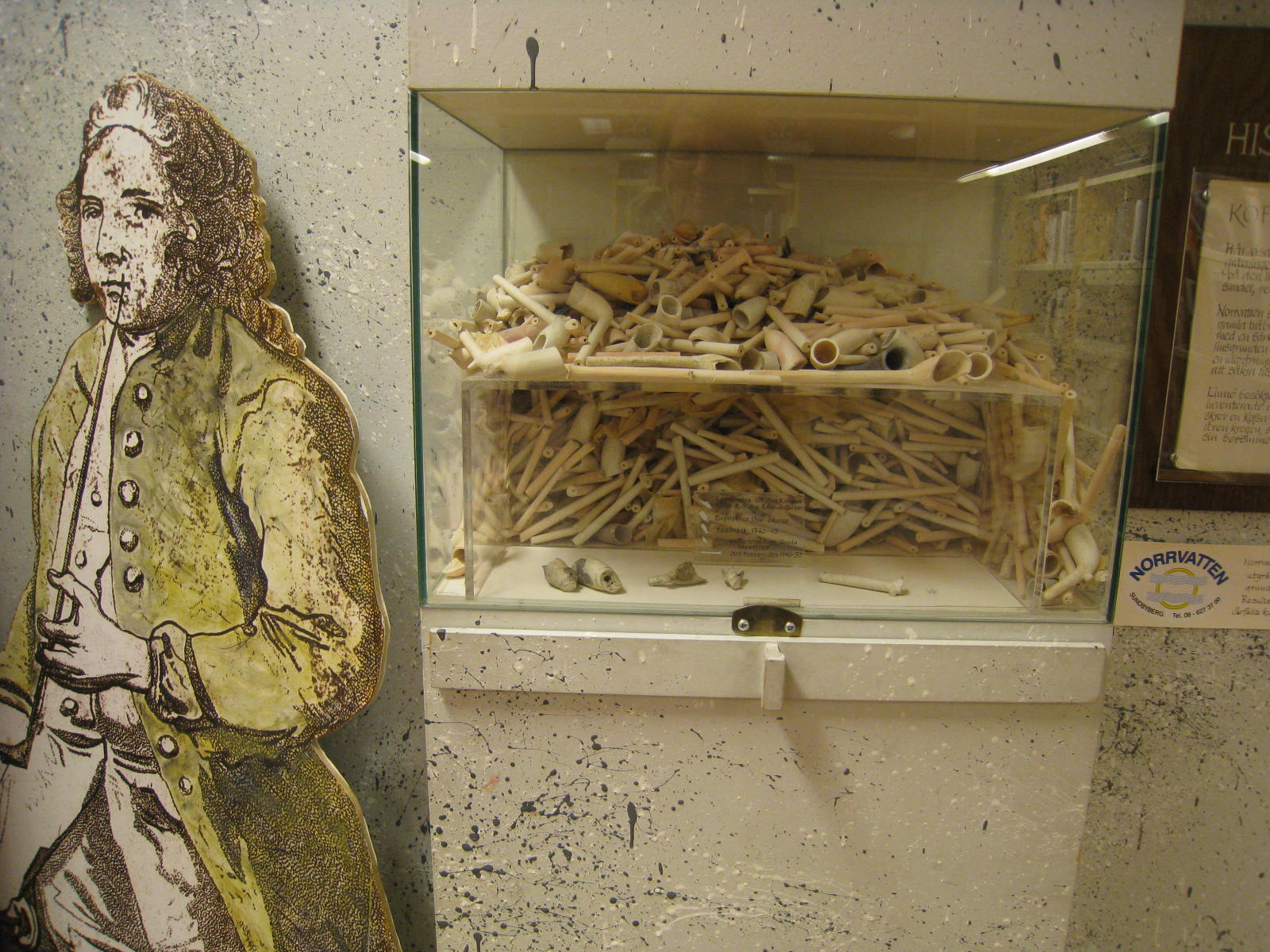
Koffsanmuseet, Carl von Linné röker kritpipa. Bland fynden fanns det gott om delar från kritpipor eller rökpipa.